# Toshio Sekiyama
Toshio Sekiyama (関山利夫?, Sekiyama Toshio; Hyogo, 1937 – 1992) è stato un giocatore di go giapponese.

## Biografia
Figlio di Riichi Sekiyama imparò il gioco dal padre, di cui divenne allievo. Divenne a sua volta professionista presso la Kansai Ki-in e raggiunse il grado massimo di 9º dan. Tra la fine degli anni '70 è stato una presenza fissa nelle fasi finali di tutti i principali tornei, aggiudicandosi due volte il Kansai Ki-in Primo Posto.
Suo figlio Toshimichi Sekiyama è anch'egli un giocatore professionista. È stato il maestro anche di Sunao Hasegawa, Yoshikuni Shimada e Tameto Konno.

## Palmarès
| Nazionali                | Nazionali      | Nazionali      |
| Torneo                   | Vittorie       | Finalista      |
| ------------------------ | -------------- | -------------- |
| Kansai Ki-in Primo Posto | 2 (1977, 1991) | 2 (1967, 1981) |
| Totale in carriera       |                |                |
| Totale                   | 2              | 2              |